# Alexander Schuck
Alexander Schuck, född den 18 maj 1957 i Leipzig, Tyskland, är en östtysk kanotist.
Han tog bland annat VM-guld i C-2 1000 meter i samband med sprintvärldsmästerskapen i kanotsport 1985 i Mechelen.